# 14a etapa del Tour de França de 2012
La 14a etapa del Tour de França de 2012 es disputà el diumenge 15 de juliol de 2012 sobre un recorregut de 191 km entre les localitats de Limós i Foix.
El vencedor final fou l'espanyol Luis León Sánchez (Rabobank ProTeam), que s'imposà amb 47 segons als primers dels seus companys d'escapada, l'eslovac Peter Sagan (Liquigas-Cannondale) i el francès Sandy Casar (Saur-Sojasun). L'estapa va estar marcada per una llarga escapada que va aconseguir més de 18 minuts sobre el gran grup a l'arribada i per la gran quantitat de punxades que patiren els ciclistes per culpa d'alguna persona que va tirar claus de fuster a la carretera en els darrers quilòmetres. No es produí cap canvi significatiu en les diferents classificacions, tot i que Sagan quasi s'assegurà el mallot dels punts.

## Perfil de l'etapa
Etapa de mitja muntanya, amb sortida a Limós, a l'Aude per anar-se apropant cap als Pirineus. Els primers quilòmetres són en direcció sud, fins a afrontar la primera dificultat muntanyosa del dia, el coll de Portel, de segona categoria (km 30). Tot seguit el recorregut se'n va cap a l'oest, entrant a l'Arieja quan es porten una seixantena de quilòmetres. L'esprint intermedi del dia es troba a Tarascon d'Arieja (km 99) i tot seguit els ciclistes han d'afrontar les dues principals dificultats muntanyoses del dia, ambdues de primera categoria: el port de Lers i el Mur de Peguera. A partir del cim del darrer port queden 40 km per a l'arribada a Foix, majoritàriament en baixada.

## Desenvolupament de l'etapa
Es produïren nombrosos intents d'escapada durant els primers quilòmetres de l'etapa, sense que es pogués formar l'escapada fins passada l'hora de cursa. No va ser fins al km 50 quan els diferents moviments donaren lloc a l'escapada definitiva, integrada per 11 ciclistes, entre els quals hi havia el líder de la classificació per punts: Peter Sagan (Liquigas-Cannondale), que aprofità per ampliar les diferències respecte als seus immediats perseguidors en la classificació, André Greipel (Lotto-Belisol) i Matthew Goss (Orica-GreenEDGE).
Al pas per l'esprint de Tarascon d'Arieja, en què Sagan fou el primer, l'avantatge respecte al grup del mallot groc era superior als 13 minuts i anà augmentant perquè la carretera es trobava mullada. Al Port de Lers els onze escapats tenien 15 minuts d'avantatge. Cyril Gautier (Team Europcar) va tenir un problema amb la bicicleta, perdent 40 segons amb els seus companys. Tot i els intents per tornar a enllaçar no ho va aconseguir i finalment perdé més de 14 minuts a l'arribada. Luis León Sánchez (Rabobank ProTeam) atacà al Mur de Peguera, sent seguit en un primer moment sols per Philippe Gilbert (BMC Racing Team), Gorka Izagirre (Euskaltel–Euskadi) i Sandy Casar (FDJ-BigMat). Més tard se'ls uní Sagan, formant un quintet capdavanter.
Pel darrere, el grup dels favorits es veié afectat pels claus que algú havia llançat pels voltants del cim del Mur de Peguera. Això va provocar més de 30 punxades entre els ciclistes, sent el més afectat Cadel Evans, que punxà dues vegades i tingué problemes a l'hora de trobar una roda de recanvi. Wiggins va exercir de cap i va demanar un alentiment del ritme en el descens per tal que tots els perjudicats entressin novament al grup principal. Pel davant, Sánchez va atacar a manca d'uns 11 quilòmetres, marxant en solitari i presentant-se a l'arribada amb 47 segons sobre Sagan. Aquesta era la quarta victòria de Sánchez al Tour. El gran grup arribà a més de 18 minuts, sense que es produís cap canvi remarcable.

## Punts
| Primer  | Peter Sagan (SVK)       | 20 pts |
| Segon   | Steven Kruijswijk (NED) | 17 pts |
| Tercer  | Sandy Casar (FRA)       | 15 pts |
| Quart   | Sérgio Paulinho (POR)   | 13 pts |
| Cinquè  | Philippe Gilbert (BEL)  | 11 pts |
| Sisè    | Gorka Izagirre (ESP)    | 10 pts |
| Setè    | Martin Velits (SVK)     | 9 pts  |
| Vuitè   | Cyril Gautier (FRA)     | 8 pts  |
| Novè    | Luis León Sánchez (ESP) | 7 pts  |
| Desè    | Sébastien Minard (FRA)  | 6 pts  |
| Onzè    | Eduard Vorgànov (RUS)   | 5 pts  |
| Dotzè   | André Greipel (GER)     | 4 pts  |
| Tretzè  | Bernhard Eisel (AUT)    | 3 pts  |
| Catorzè | Richie Porte (AUS)      | 2 pts  |
| Quinzè  | Michael Rogers (AUS)    | 1 pt   |

| Primer  | Luis León Sánchez (ESP) | 20 pts |
| Segon   | Peter Sagan (SVK)       | 17 pts |
| Tercer  | Sandy Casar (FRA)       | 15 pts |
| Quart   | Philippe Gilbert (BEL)  | 13 pts |
| Cinquè  | Gorka Izagirre (ESP)    | 11 pts |
| Sisè    | Sérgio Paulinho (POR)   | 10 pts |
| Setè    | Sébastien Minard (FRA)  | 9 pts  |
| Vuitè   | Martin Velits (SVK)     | 8 pts  |
| Novè    | Eduard Vorgànov (RUS)   | 7 pts  |
| Desè    | Steven Kruijswijk (NED) | 6 pts  |
| Onzè    | Cyril Gautier (FRA)     | 5 pts  |
| Dotzè   | Luis Ángel Maté (ESP)   | 4 pts  |
| Tretzè  | Julien Simon (FRA)      | 3 pts  |
| Catorzè | Mikaël Cherel (FRA)     | 2 pts  |
| Quinzè  | Bradley Wiggins (GBR)   | 1 pt   |

## Cotes
| Primer | Thomas Voeckler (FRA)       | 5 pts |
| Segon  | Fredrik Kessiakoff (SWE)    | 3 pts |
| Tercer | Egoi Martínez (ESP)         | 2 pts |
| Quart  | Christian Vande Velde (USA) | 1 pt  |

| Primer | Sérgio Paulinho (POR)   | 10 pts |
| Segon  | Eduard Vorgànov (RUS)   | 8 pts  |
| Tercer | Philippe Gilbert (BEL)  | 6 pts  |
| Quart  | Steven Kruijswijk (NED) | 4 pts  |
| Cinquè | Martin Velits (SVK)     | 2 pts  |
| Sisè   | Luis León Sánchez (ESP) | 1 pt   |

- 3. Mur de Peguera. 1375m. 1a categoria (km 152,5) (9,3 km al 7,9%)

| Primer | Sandy Casar (FRA)       | 10 pts |
| Segon  | Gorka Izagirre (ESP)    | 8 pts  |
| Tercer | Peter Sagan (SVK)       | 6 pts  |
| Quart  | Philippe Gilbert (BEL)  | 4 pts  |
| Cinquè | Luis León Sánchez (ESP) | 2 pts  |
| Sisè   | Sérgio Paulinho (POR)   | 1 pt   |

## Classificació de l'etapa
|    | Ciclista                | Equip                   | Temps      |
| -- | ----------------------- | ----------------------- | ---------- |
| 1  | Luis León Sánchez (ESP) | Rabobank ProTeam        | 4h 50' 29" |
| 2  | Peter Sagan (SVK)       | Liquigas-Cannondale     | + 47"      |
| 3  | Sandy Casar (FRA)       | FDJ-BigMat              | + 47"      |
| 4  | Philippe Gilbert (BEL)  | BMC Racing Team         | + 47"      |
| 5  | Gorka Izagirre (ESP)    | Euskaltel–Euskadi       | + 47"      |
| 6  | Sérgio Paulinho (POR)   | Team Saxo-Tinkoff       | + 2' 51"   |
| 7  | Sébastien Minard (FRA)  | AG2R La Mondiale        | + 2' 51"   |
| 8  | Martin Velits (SVK)     | Omega Pharma-Quick Step | + 3' 49"   |
| 9  | Eduard Vorgànov (RUS)   | Team Katusha            | + 4' 51"   |
| 10 | Steven Kruijswijk (NED) | Rabobank ProTeam        | + 4' 53"   |

## Classificació general
|    | Ciclista                    | Equip                 | Temps       |
| -- | --------------------------- | --------------------- | ----------- |
| 1  | Bradley Wiggins (GBR)       | Team Sky              | 64h 41' 16" |
| 2  | Chris Froome (GBR)          | Team Sky              | + 2' 05"    |
| 3  | Vincenzo Nibali (ITA)       | Liquigas-Cannondale   | + 2' 23"    |
| 4  | Cadel Evans (AUS)           | BMC Racing Team       | + 3' 19"    |
| 5  | Jurgen Van Den Broeck (BEL) | Lotto-Belisol         | + 4' 48"    |
| 6  | Haimar Zubeldia (ESP)       | RadioShack-Nissan     | + 6' 15"    |
| 7  | Tejay van Garderen (USA)    | BMC Racing Team       | + 6' 57"    |
| 8  | Janez Brajkovič (SVN)       | Astana Qazaqstan Team | + 7' 30"    |
| 9  | Pierre Rolland (FRA)        | Team Europcar         | + 8' 31"    |
| 10 | Thibaut Pinot (FRA)         | FDJ-BigMat            | + 8' 51"    |

## Classificacions annexes
|    | Ciclista                  | Equip               | Punts   |
| -- | ------------------------- | ------------------- | ------- |
| 1r | Peter Sagan (SVK)         | Liquigas-Cannondale | 333 pts |
| 2n | André Greipel (GER)       | Lotto-Belisol       | 236 pts |
| 3r | Matthew Harley Goss (AUS) | Orica-GreenEDGE     | 203 pts |

|    | Ciclista                   | Equip                 | Punts  |
| -- | -------------------------- | --------------------- | ------ |
| 1r | Fredrik Kessiakoff (SWE)   | Astana Qazaqstan Team | 69 pts |
| 2n | Pierre Rolland (FRA)       | Team Europcar         | 55 pts |
| 3r | Chris Anker Sørensen (DEN) | Team Saxo-Tinkoff     | 39 pts |

|    | Ciclista                 | Equip               | Temps       |
| -- | ------------------------ | ------------------- | ----------- |
| 1r | Tejay van Garderen (USA) | BMC Racing Team     | 64h 48' 13" |
| 2n | Thibaut Pinot (FRA)      | FDJ-BigMat          | + 1' 54"    |
| 3r | Peter Sagan (SVK)        | Liquigas-Cannondale | + 40' 35"   |

|    | Equip             | Temps        |
| -- | ----------------- | ------------ |
| 1r | RadioShack-Nissan | 194h 16' 22" |
| 2n | Team Sky          | + 12' 38"    |
| 3r | BMC Racing Team   | + 17' 46"    |

## Abandonaments
- Robert Kiserlovski (Astana Qazaqstan Team): abandona.